# Società Italiana per l'Esercizio Telefonico
Società Italiana per l'Esercizio Telefonico p.A., comumente conhecida como SIP ou SIPTEL, foi uma empresa estatal italiana, monopolista no setor de telecomunicações.
Fundada em 1964 como uma evolução da Società Idroelettrica Piemontese, desempenhou um papel fundamental no setor de telefonia e, em 1994, tornou-se Telecom Italia.